# Cape Cod Crusaders
I Cape Cod Crusaders sono stati una società calcistica statunitense fondata nel 1994. I Crusaders militano nella Premier Development League (PDL), campionato che hanno vinto in due occasioni (2002 e 2003).
Il club non giocava in uno stadio fisso, ma si spostava di volta in volta in diversi impianti del Massachusetts. Per ben quattro stagioni, comunque, la squadra di Cape Cod ha giocato nello stadio della Barnstable High School di Hyannis (Massachusetts).
La società controllava anche una squadra femminile, le Boston Renegades.
Nel 2008 hanno cessato ogni attività.

## Cronsitoria
| Anno | Divisione | League               | Reg. Season       | Playoff                  | Open Cup        |
| ---- | --------- | -------------------- | ----------------- | ------------------------ | --------------- |
| 1994 | 3         | USISL                | 3° Northeast      | Semifinale di Divisione  | Non entrato     |
| 1995 | 3         | USISL Pro League     | 4° Coastal        | Semifinale di Divisione  | Non qualificato |
| 1996 | 3         | USISL Select League  | 5° North Atlantic | Non qualificato          | Non qualificato |
| 1997 | 3         | USISL D-3 Pro League | 7° Northeast      | Non qualificato          | Non qualificato |
| 1998 | 3         | USISL D-3 Pro League | 4° Northeast      | Semifinale di Divisione  | Non qualificato |
| 1999 | 3         | USL D3-Pro League    | 7° Northern       | Non qualificato          | 1º turno        |
| 2000 | 3         | USL D3-Pro League    | 6° Northern       | Non qualificato          | 2º turno        |
| 2001 | 4         | USL PDL              | 6° Northeast      | Non qualificato          | 2º turno        |
| 2002 | 4         | USL PDL              | 2° Northeast      | Campione                 | Non qualificato |
| 2003 | 4         | USL PDL              | 2° Northeast      | Campione                 | Non qualificato |
| 2004 | 4         | USL PDL              | 2° Northeast      | Semifinale di Conference | 3º turno        |
| 2005 | 4         | USL PDL              | 1° Northeast      | Semifinale di Conference | Non qualificato |
| 2006 | 4         | USL PDL              | 1° New England    | Finale di Conference     | 1º turno        |
| 2007 | 4         | USL PDL              | 1° Northeast      | Finale di Conference     | Non qualificato |

## Palmarès

### Competizioni nazionali
- United Soccer Leagues Premier Development League: 2

2002, 2003